# Nikanor (Grujić)
Nikanor, imię świeckie Milutin Grujić (ur. 1 grudnia 1810 w Lipovie, zm. 8 kwietnia 1887 w Pakracu) – serbski biskup prawosławny, teolog, literat. Publikował pod pseudonimem Serb-Milutin.

## Życiorys
Był synem Prokopija Grujicia, prawosławnego duchownego, proboszcza parafii w Lipovie, i jego małżonki, matuszki Agryipiny. Ukończył gimnazjum w Mohaczu, a następnie studia w zakresie filozofii i prawa w Peszcie. Następnie podjął naukę w seminarium duchownym w Sremskich Karlovcach, podczas której został posłusznikiem w monasterze Kuveždin. W 1841 został postrzyżony na mnicha, zaś 19 grudnia 1841 został hierodiakonem, w tym samym roku ukończył naukę w seminarium i został w nim zatrudniony jako wykładowca. Pozostał na stanowisku przez trzy lata. W 1843 został jednym z urzędników konsystorza metropolii karłowickiej i bliskim współpracownikiem metropolity Józefa. 26 maja 1846 przyjął święcenia kapłańskie, zaś od początku r. 1848 był przełożonym monasteru Kuveždin.
Brał aktywny udział w serbskim ruchu narodowym. 1 maja 1848 uczestniczył w zwołanym przez metropolitę Józefa soborze duchowieństwa i świeckich w Sremskich Karlovcach, nazwanym następnie Zgromadzeniem Serbskim. W tym samym roku otrzymał godność archimandryty. Do 1853 był przełożonym monasteru Kuveždin, następnie przeszedł do monasteru Krušedol, gdzie także kierował wspólnotą. 11 czerwca 1861 przyjął chirotonię biskupią i został wikariuszem eparchii pakrackiej. Trzy lata później został jej ordynariuszem. W Pakracu wyremontował zrujnowaną rezydencję biskupią, utworzył na terenie eparchii 36 nowych serbskich szkół parafialnych. Słynął jako znakomity kaznodzieja, napisał również szereg listów pasterskich.
Na początku lat 60. XIX w. cieszył się ogromnym szacunkiem wśród wiernych serbskich; był najpopularniejszym wśród nich członkiem episkopatu Patriarchatu Karłowickiego. Stracił jednak tę popularność, gdy w 1872 zgodził się zostać administratorem wakującego Patriarchatu. Na miejsce to został powołany reskryptem cesarskim; w tym samym dokumencie Franciszek Józef I nie uznawał wyboru biskupa budzińskiego Arseniusza na nowego patriarchę. W rezultacie w powtórzonych wyborach na patriarchę przegrał z dotychczasowym metropolitą siedmiogrodzkim Prokopem. Do śmierci pozostał na katedrze pakrackiej.

## Twórczość
Od młodości zajmował się twórczością literacką. Tworzył w języku serbskim wiersze sentymentalne oraz patriotyczne, często inspirując się motywami ludowymi. Po stłumieniu powstania węgierskiego zaczął również tworzyć i wydawać pod pseudonimem teksty polityczne, krytykujące austriacki absolutyzm. Swoje teksty wydawał jako Serb-Milutin (ser. Srb-Milutin). Jego najważniejszym dziełem był poemat epicki Sveti Sava Nemanjić, poświęcony św. Sawie, wydany w 1861. Napisał także autobiografię, którą w 1904 wydał biskup Hilarion (Zeremski).
Poddał zdecydowanej krytyce przekład Nowego Testamentu autorstwa Vuka Karadžicia, występował również przeciwko jego reformie języka serbskiego.